# Franz Oppenheimer
Pour les articles homonymes, voir Oppenheimer.
Franz Oppenheimer est un sociologue et économiste allemand, né le 30 mars 1864 à Berlin et mort le 30 septembre 1943 à Los Angeles.

## Biographie
Il a travaillé dans le domaine de la sociologie fondamentale de l'État. Il participe en 1928 au premier cours universitaire de Davos dont il a contribué à la fondation, avec de nombreux autres intellectuels français et allemands.
Ses idées auront une grande influence après-guerre sur la construction d'une économie sociale de marché en Allemagne.

## Publications
- Moyens économiques contre moyens politiques, traduit de l'allemand par M.W. Horn et H. Stelz, textes choisis et présentés par Vincent Valentin (ISBN 978-2-251-39057-4).